# Sergej Lebedev

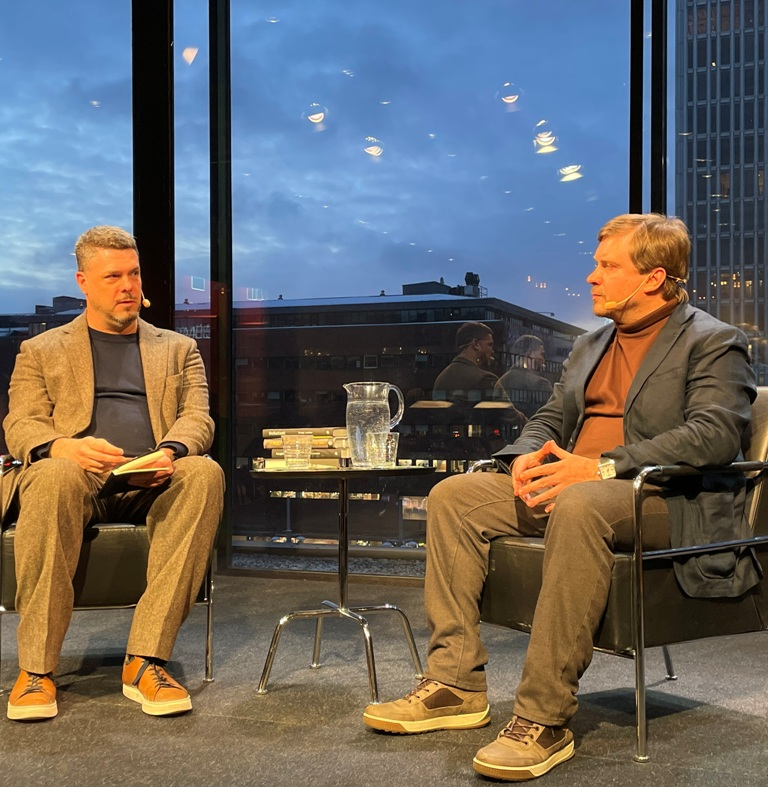
Sergej Lebedev samtalar med Stefan Ingvarsson i Kulturhuset i Stockholm 29 mars 2023.

Sergej Sergejevitj Lebedev (ryska: Сергей Сергеевич Лебедев), född 17 juni 1981 i Moskva, är en rysk författare och journalist.

## Biografi
Lebedev föddes 1981 i Moskva. Från 14 års ålder deltog han under åtta säsonger i geologiska expeditioner till norra Ryssland och Kazakstan. År 2002 började han arbeta som journalist på tidningen Pervoje sentiabrja ('Första september'). Hans dikter har publicerats i tidskriften Zvezda (på ryska: Звезда Stjärnan).  
Sergej Lebedev har skrivit flera romaner. Den första, Predel zabvenija, utkom år 2010 och är förutom till svenska (Vid glömskans rand, 2017) översatt till engelska, tyska, franska, tjeckiska, italienska, makedonska och estniska.  
Lebedevs andra roman God komety ('Kometens år') kom ut 2014. Den tredje romanen Ljudi avgusta ('Augustifolket') utkom i Tyskland 2015 (som Menschen im August), och i Ryssland först 2016.

## Författarskap

### Romaner
- Vid glömskans rand (på ryska: Предел забвения) publicerades först av förlaget Pervoje sentjabrja (på ryska: Первое сентября Första september) år 2010 och därefter även av förlaget Eksmo (på ryska: Эксмо) 2012. 416 sidor. ISBN 978-5699544417 (ryska utgåvan) ISBN 978-91-27-15087-4 (svenska utgåvan hos Natur & Kultur) översatt av Nils Håkanson.
- God komety (på ryska: Год кометы Kometens år), Tsentr knigi Rudomino (på ryska: Центр книги Рудомино) 2014. 288 sidor. ISBN 978-5000870433
- Ljodi avgusta (på ryska: Люди августа Augustimänniskor), Intellektualnaja literatura (på ryska: Интеллектуальная литература Intellektuell litteratur) 2016. 272 sidor. ISBN 978-5990722316, svenska utgåvan hos Nilsson förlag 2022, 323 sidor, översatt av Nils Håkanson. ISBN 978-91-88155-82-5
- Gus Frits (på ryska: Гусь Фриц Gåsen Fritz), förlaget Vremja i Мoskva (på ryska: М.: Время) 2018. 350 sidor. ISBN 978-5-9691-1714-3
- Debutant (på ryska: Дебютант Debutant, förlaget Corpus i Moskva 2020. ISBN 978-5-17-132995-2), svenska utgåvan hos Nilsson förlag 2021, 257 sidor, översatt av Nils Håkanson. ISBN 978-91-88155-76-4

### Artiklar
- 1937: tragedija tjelovetjeskogo soznanija. 30 oktiabrja - Denj pamjati zjertv polititjeskich repressij 1937 год: трагедия человеческого сознания. 30 октября – День памяти жертв политических репрессий (på ryska) 1937: en tragedi för det mänskliga medvetandet. 30 oktober är en minnesdag för den politiska repressionens offer.
- Repressivnoje soznanije: pokolentjeskije uroki. Nesmotrja na vse peremeny poslednich desjatiletij, nasilije po-prezjnemu ostajetsja dominantoj i v tjelovetjeskich, i v upravlentjeskich otnosjenijach Репрессивное сознание: поколенческие уроки. Несмотря на все перемены последних десятилетий, насилие по-прежнему остается доминантой и в человеческих, и в управленческих отношениях (på ryska) Det repressiva medvetandet: generationslektioner. Trots alla förändringar under de senaste decennierna dominerar våldet både i mänskliga och administrativa relationer.
- V izgnanije po vodam В изгнание по водам Förvisade över havet
- Doverjaja vzgljadu. Ob uchodjajstjem zjanre putesjestvij bez fotoapparata. Доверяя взгляду. Об уходящем жанре путешествий без фотоаппарата Förlita dig på blicken. Om den försvunna genren att resa utan kamera.
- Delenije na nol ili tjelovek v logike pritjinnosti. O dramatitjeskich paradoksach romana Dxjordzja Oruella 1984 Деление на ноль или человек в логике причинности. О драматических парадоксах романа Джорджа Оруэлла «1984» Nolldivision eller logiska samband. Om de dramatiska paradoxerna i George Orwells roman 1984.
- Sled podosjvy na portrete. Kogda obstjestvo uprazdnjajet samo sebja След подошвы на портрете. Когда общество упраздняет само себя Spår av bergets fot på bilden. När samhället avskaffar sig själv.
- Totjka raspada. O meste, gde zakontjilas odna istorija. I natjalas drugaja. Точка распада. О месте, где закончилась одна история. И началась другая Slutet för sammanbrottet. Om platsen där en historia slutade. Och en annan började.
- Stambulskij bloknot. Стамбульский блокнот Anteckningsblocket från Istanbul.
- Nasji i "Nasji". O vremeni, v kotorom pritjazjatelnyje mestoimenija stanovjatsja znakom sily. Znamenatelnaja metamorfoza Наши и «Наши». О времени, в котором притяжательные местоимения становятся знаком силы. Знаменательная метаморфоза Våra och "Våra". Om tider då possessiva pronomen blir tecken på styrka.
- Deti rubezja. O pisateljach pogranitjja vremen i imperij. Дети рубежа. О писателях пограничья времен и империй De utländska barnen. Om författare från angränsande tider och imperier.
- Stupka c mednym pestikom. Ступка с медным пестиком Mortel med en mortelstöt av koppar.
- "... Jest muzyka nad nami". Osenjo etogo goda - 70 let s togo dnja, kak vpervyje byla ispolnena Pjataja simfonija Dmitrija Sjostakovitja, napisannaja v 1937 godu «…Есть музыка над нами». Осенью этого года – 70 лет с того дня, как впервые была исполнена Пятая симфония Дмитрия Шостаковича, написанная в 1937 году "...Det finns musik ovanför oss." Denna höst är det 70 år sedan Dmitrij Sjostakovitjs 5e symfoni, skriven 1937, framfördes för första gången.
- "Neobratimym nesjto mozjet byt lisj v tjeloveke." 15 sentjabrja ispolnilos by 80 let filosofu Merabu Mamardasjvili. «Необратимым нечто может быть лишь в человеке». 15 сентября исполнилось бы 80 лет философу Мерабу Мамардашвили "Något irreversibelt kan endast finnas hos människan." 15 september skulle filosofen Merab Mamardasjvili ha fyllt 80 år.
- Vnesjtatnyj tjelovek. Pamjati Grigorija Solomonovitja Pomerantsa. Внештатный человек. Памяти Григория Соломоновича Померанца En extraordinär man. Till minne av Grigorij Solomonovitj Pomerants.
- Intervju med Jurij Dmitrijev 2 februari 2018
- Fallet Jurij Dmitrijev (Ariel förlag) 2018. (Gotlandssamtal. En skriftserie ägnad det fria ordets ställning i Ryssland). Finns även att läsa on line.[6]